# Бенуе (река)
Бенуе (на френски: Bénoué) е река в Западна Африка, ляв, най-голям приток на река Нигер, протичаща по територията на Камерун и Нигерия. Дължината ѝ е 1400 km, а площта на водосборния басейн – 335 035 km². Река Бенуе води началото си на 1000 m н.в. от северния склон на планината Мбанг, в североизточните части на планините Адамауа, на територията на Камерун. В горното си течение, до устието на десния си приток Майо Кеби, тече в северна посока и е типична планинска река, с бързо течение и множество прагове. След това реката завива на запад, преминава през камерунския град Гаруа и след около 50 km навлиза в Нигерия. След устието на десния си приток Гонгола завива на югозапад и запазва това направление до устието си. След устието на река Майо Кеби Бенуе е типична равнинна река, течаща в широка долина по плодородни и гъсто населени райони в зоната на влажните савани. Близо до устието си ширината на коритото ѝ достига до 1,5 km. Влива се отляво в река Нигер, на 34 m н.в., срещу град Локоджа. Река Бенуе получава множество притоци, като най-големите и най-пълноводните са: леви – Майо Мбаи, Фаро (305 km), Майо Ини, Белва, Ламурд, Темба, Донга (282 km), Кацина Ала (346 km); десни – Майо Олдири, Майо Рей, Майо Годи, Майо Кеби (238 km), Майо Киланге, Гонгола (531 km, най-голям приток), Паи, Васе (132 km), Шеманкар, Мада, Оква. Пълноводието на реката е от юни до септември. Средният годишен отток е 3477 m³/s, минималният – 320 m³/s, максималният – 16 400 m³/s. Целогодишно реката е плавателна за плитко газещи речни съдове до нигерийския град Иби, а по време на дъждовния сезон – до камерунския град Гарва (на около 900 km от устието). Най-големите селища по течението на Бенуе са градовете: Гарва (в Камерун), Йола, Демса, Нуман, Иби, Абинси, Макурди, Умаиша (в Нигерия).